# 颗粒加夫蛤
颗粒加夫蛤（学名：Gafrarium dispar），又名枝條縱簾蛤，是帘蛤目帘蛤科厚壳蛤属的一种。

## 分佈
主要分佈於越南、新加坡、马来西亚、印度尼西亚、中国大陆、台湾，也見於坦桑尼亞及塞舌爾群島。常栖息在潮间带至潮下带、礁石砾粗砂底质。

## 外部連結
- 維基物種上的相關：颗粒加夫蛤